# Acid carnozic
Acidul carnozic este un compus organic natural de tip diterpenă derivată de abietan și pirocatechină. Este regăsit în rozmarin (Rosmarinus officinalis) și jaleș de grădină sau salvie (Salvia officinalis). Frunzele uscate de rozmarin și de salvie conțin 1,5 până la 2,5% acid carnozic.
Acidul carnozic și carnozolul, un derivat al acidului, sunt utilizați pe post de conservanți cu rol antioxidant în produse alimentare și non-alimentare, având denumirea generică de „extracte de rozmarin” (E392).